# بالوانگسان
بالوانگسان (به لاتین: Balwangsan) یک کوه در کره جنوبی است که در کره جنوبی واقع شده‌است. بالوانگسان ۱٬۴۵۸٫۱ متر بالاتر از سطح دریا واقع شده‌است.